# 安藤佳祐
安藤 佳祐（あんどう けいすけ）は、NHKのアナウンサー。

## 来歴
千葉県出身。市原中央高等学校卒。上智大学卒業後、2014年入局。初任地は山口放送局。

## 趣味・嗜好
- モットーは「繰り返すのではなく、積み重ねる」[1]。
- 好きな食べ物は牛すじ、豚足、あん肝。酒のつまみばかりだと自ら分析している[3]。他にも納豆と刺身を好む[1]。
- 趣味は筋トレで、新型コロナウイルス感染症（COVID-19）流行による自粛期間、在宅時も行っていた[4]。
- 「あさイチ」出演時に野球経験者であることを明かし、コスプレ姿で引き締まった腕や胸の筋肉を誇示して、自ら動かしながら自慢を続けた[5]。

## エピソード
- 海のきれいな南国リゾートで暮らしたいという憧れを持っていたことがある[1]。
- きょうの料理（2023年8月11日放送）で、ゲストのヒャダインが作るカレーを見ているうちにお腹が鳴り、ヒャダインに笑いながら突っ込まれる。
- 高校在学中は3年間特進クラスに在籍していた。（成績最上位者のクラス）
- 高校の陸上部在籍時、2年時から副キャプテンに就任した。種目は主に短距離走（100m,200m)。3年時の最後の大会では4×100ｍリレーの走者として出場した。

## 現在の出演番組
- あさイチ（リポーター、2025年3月31日 - ）
- きょうの料理（司会、2023年4月 - ）
- 平野レミの早わざレシピ（進行役、2023年9月18日 - ）

## 過去の出演番組

### 山口放送局時代（2014年度 - 2018年度）
- 山口県のニュース・中継・リポート
- 情報維新!やまぐち（キャスター 2017年4月 - 2019年3月）[6]

### 徳島放送局時代（2019年度 - 2022年度）
- 徳島県のニュース・中継・リポート
- とく6徳島（キャスター、2019年4月1日 - 2022年4月1日）
- NHKニュースおはよう日本（ニュースリーダー、2021年8月30日 - 9月3日）[7]

### 東京アナウンス室時代（2023年度 - ）
- 首都圏ネットワーク（リポーター、2023年4月3日 - 2025年3月）
- 首都圏ニュース845（キャスター、2023年4月3日 - 2025年3月）
- 茨城県内のニュース（水戸放送局への応援）（2024年10月2日） ※お昼のニュースは、同日の『列島ニュース』でも全国放送。
- ニュース645（不定期、祝日キャスター）